# Municipio de Root
El municipio de Root (en inglés: Root Township) es un municipio ubicado en el condado de Adams en el estado estadounidense de Indiana. En el año 2010 tenía una población de 4443 habitantes y una densidad poblacional de 48,23 personas por km².

## Geografía
El municipio de Root se encuentra ubicado en las coordenadas 40°52′42″N 84°56′31″O / 40.87833, -84.94194. Según la Oficina del Censo de los Estados Unidos, el municipio tiene una superficie total de 92.13 km², de la cual 91.8 km² corresponden a tierra firme y (0.35%) 0.32 km² es agua.

## Demografía
Según el censo de 2010, había 4443 personas residiendo en el municipio de Root. La densidad de población era de 48,23 hab./km². De los 4443 habitantes, el municipio de Root estaba compuesto por el 96.42% blancos, el 0.29% eran afroamericanos, el 0.45% eran amerindios, el 0.18% eran asiáticos, el 0.02% eran isleños del Pacífico, el 1.44% eran de otras razas y el 1.19% pertenecían a dos o más razas. Del total de la población el 4.91% eran hispanos o latinos de cualquier raza.